# Freziera uniauriculata
Freziera uniauriculata es una especie de planta con flor de la familia Theaceae. 
Es endémica de Bolivia. La 1.ª colecta se hizo en 1886 en Sandillani (Mapiri) departamento de La Paz; y se la consideraba prácticamente extinguida; hasta nuevos hallazgos en colectas de 1999.
Está amenazada gravemente de extinción por destrucción de hábitat.

## Fuente
- World Conservation Monitoring Centre 1998. Freziera uniauriculata. Lista Roja de Especies Amenazadas de la UICN 2006; consultado el 21 de agosto de 2007.